# Формула-1 — Гран-прі Індії
Гран-прі Індії (англ. Indian Grand Prix) — один з етапів чемпіонату Світу з автогонок у класі Формула-1, який був введений, починаючи з 2011 року. У 2007 році Індійська олімпійська асоціація і Берні Екклстоун спочатку оголосили про проведення перших перегонів вже в 2009 році, але пізніше дата була зсунута на 2011 рік. Перегони проводяться на автодромі Джайпі Груп у місті Велика Нойда, за 40 км від Делі.